# Cruciata laevipes
Cruciata laevipes là một loài thực vật có hoa trong họ Thiến thảo. Loài này được Opiz mô tả khoa học đầu tiên năm 1852.

## Hình ảnh

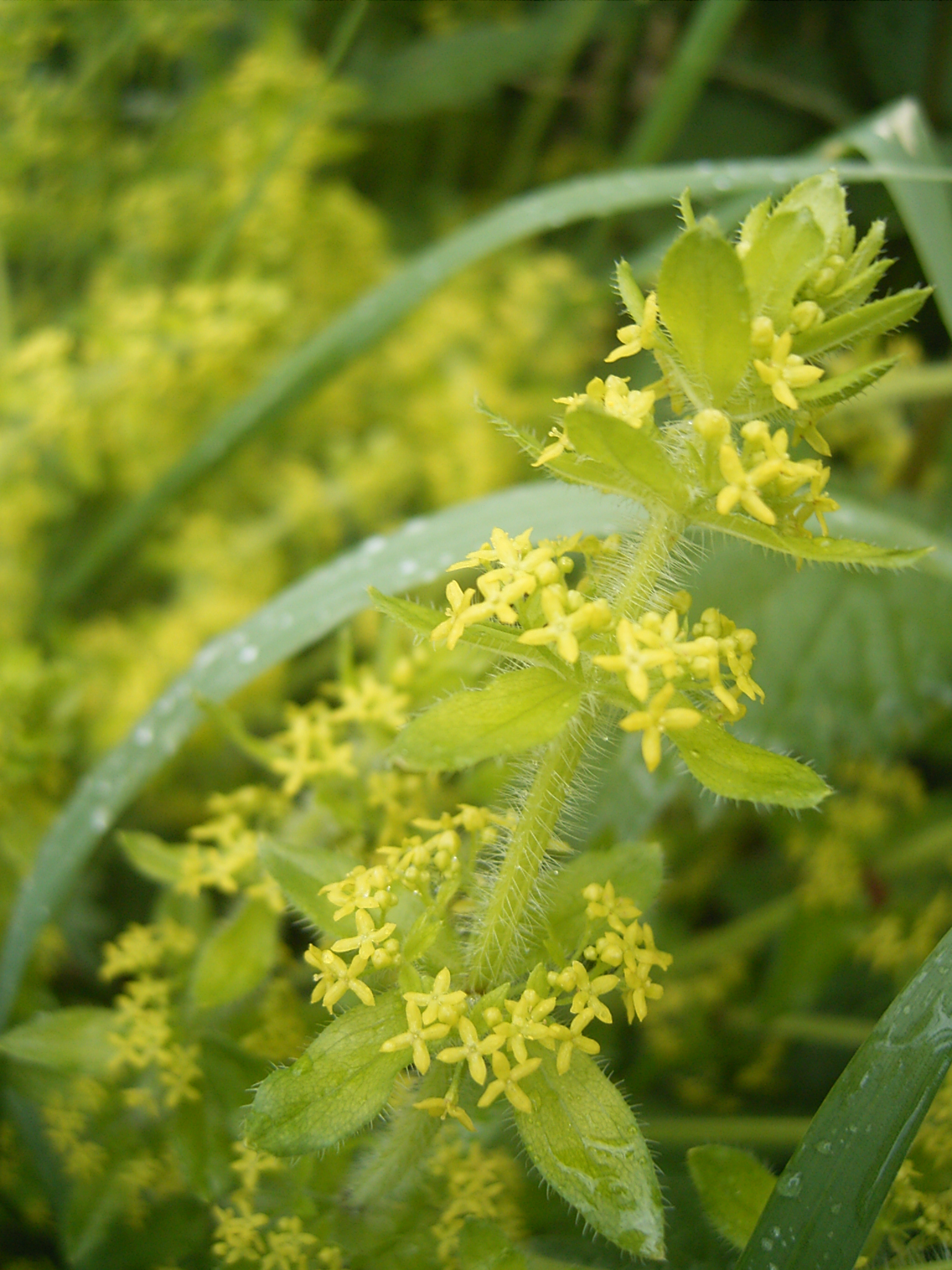
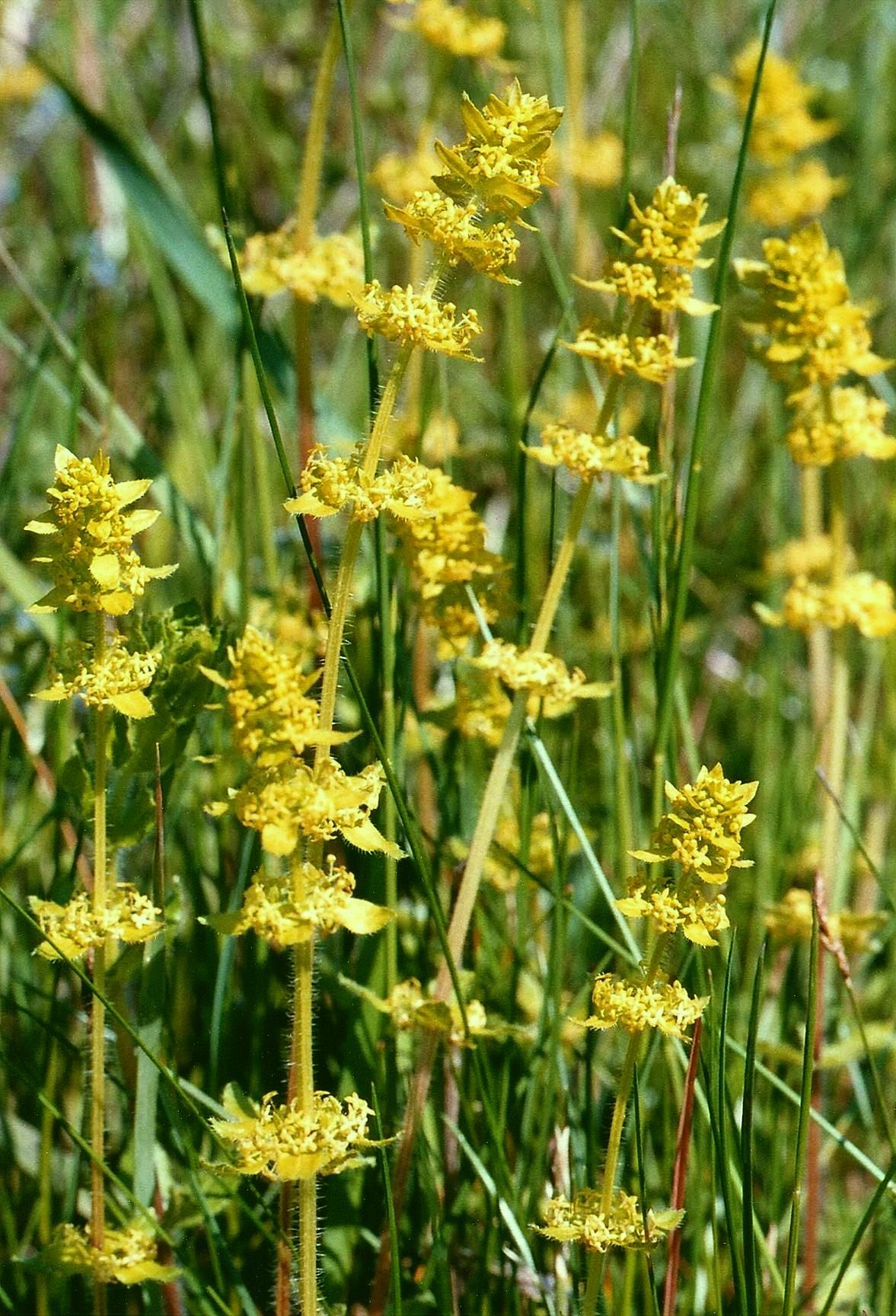
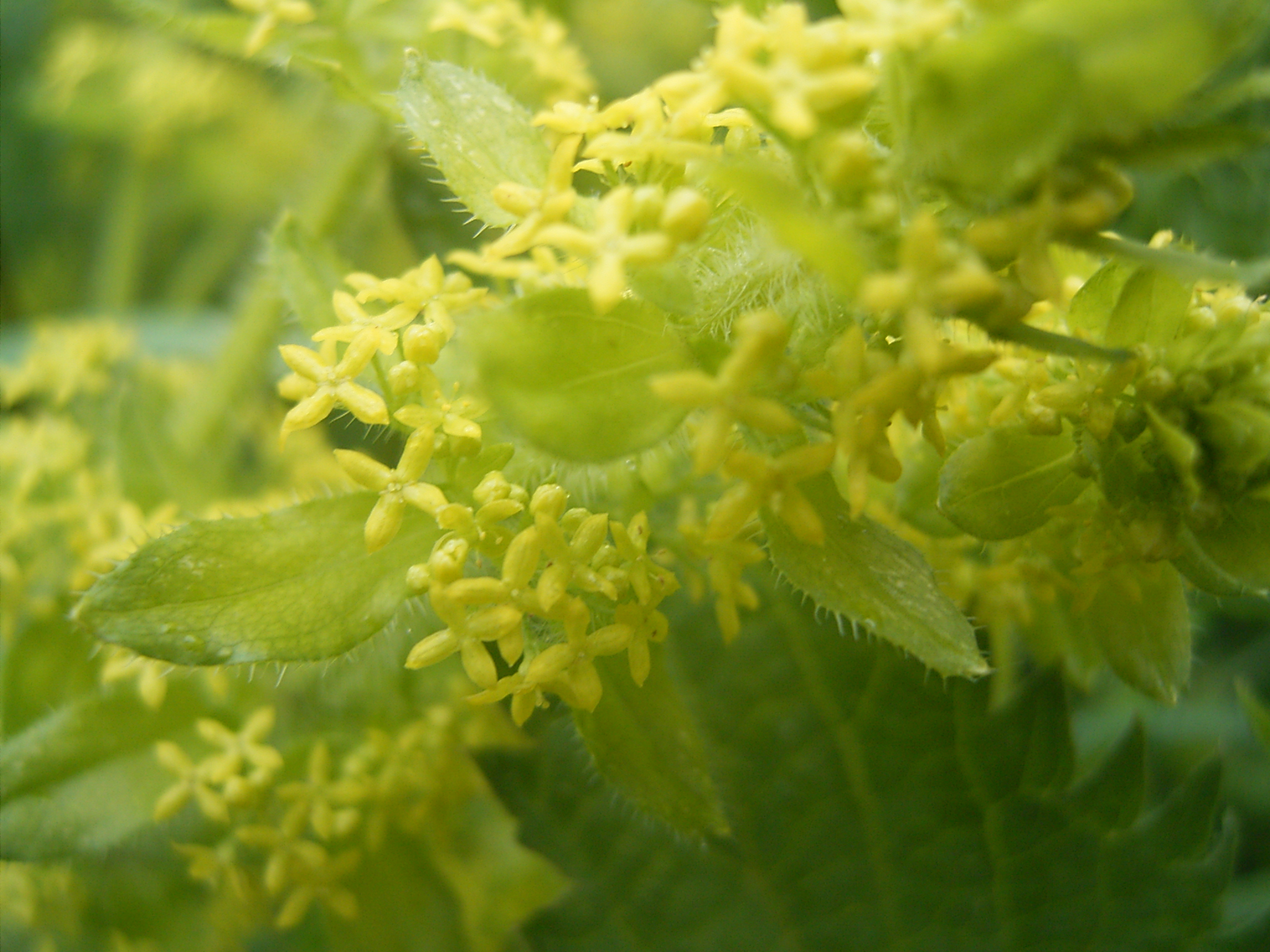
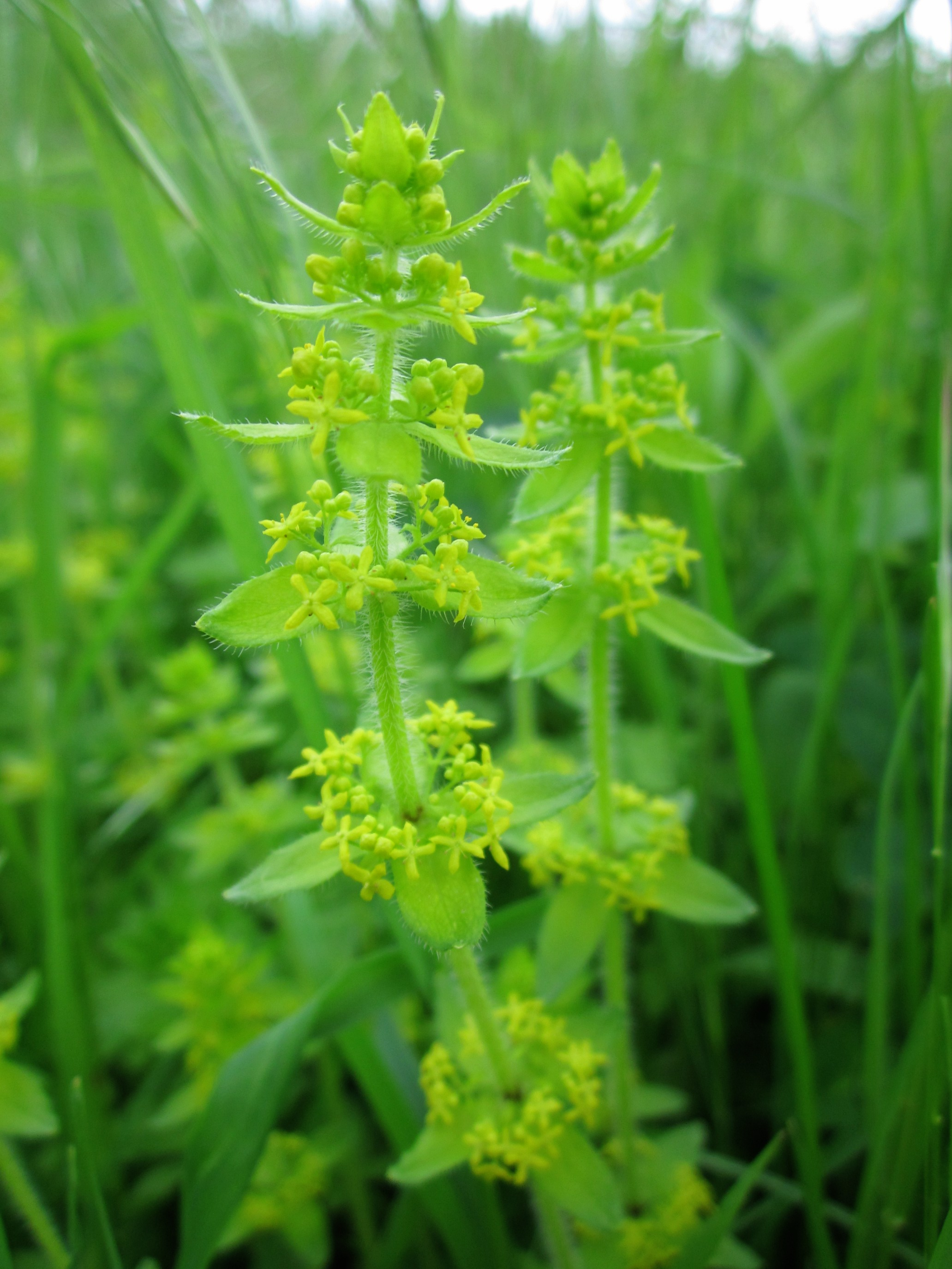